# 8-й стрелковый корпус (1-го формирования)
8-й стрелковый корпус (8-й ск) — общевойсковое оперативно-тактическое соединение (стрелковый корпус) ВС Украины и Крыма (с 9.06.1922) и РККА СССР с 01.01.1923) до и во время Великой Отечественной войны.

## История
XI съезд РКП(б) принял постановление по вопросу об укреплении Красной Армии. Он потребовал установить строго организованный военный, учебный и хозяйственный режим в армии. Вместе с тем признал обременительной для нашей страны армию численностью в 1 млн. 600 тыс. человек. После съезда Центральный Комитет партии постановил сократить Красную Армию к концу 1922 г. до 800 тысяч человек. Сокращение армии обусловило необходимость перестройки органов управления и организационной структуры войск. Высшим войсковым соединением стал корпус в составе двух-трёх дивизий. Дивизии состояла из трёх полков. Бригада как самостоятельное соединение упразднялось. Во второй половине 1922 года начинается формирование управлений стрелковых корпусов (см. Штаб).
В Вооружённых Силах Украины и Крыма проводилась реорганизация: Харьковский и Киевский военные округа слились в Юго-Западный военный округ, а 27 мая последний переименован в Украинский военный округ (далее УкрВО).
Управление корпуса начало формироваться по приказу командующего войсками Харьковского военного округа (далее ХарВО) № 839/926 от 9 июня 1922 года, а затем приказа командующего Вооружёнными Силами Украины и Крыма (далее ВСУК) № 778/204 от 30 июня 1922 года.
Управление корпуса формировалось на базе расформированного штаба Харьковского военного округа в г. Екатеринослав. В состав корпуса вошла 44-я стрелковая дивизия.
Корпус входил в состав ВСУК (9.06.1922 г. — 1923 г.), Вооружённых Сил СССР (1923 год — 1941 год).
В 1924 года в состав корпуса входили 44-я кадровая и 100-я территориальная стрелковые дивизии.
В октябре 1925 года корпус перемещён к западной советско-польской границе с управлением корпуса в г. Житомир.
17 мая 1935 года УкрВО разделён на Киевский военный округ (далее КВО) и Харьковский военный округ. 8-й стрелковый корпус вошёл в состав КВО.
12—17 сентября 1935 года корпус принимал участие в Киевских окружных тактических учениях.
12—15 сентября 1936 года корпус принимал участие в Шепетовских окружных тактических учениях.
В 1937 года корпус принимал участие в Житомирских опытно-показательных учениях.
26 июля 1938 года корпус вошёл в состав Житомирской армейской группы Киевского Особого военного округа (далее КОВО). В сентябре в составе армейской группы корпус приводился в боевую готовность для оказания помощи Чехословакии.
В сентябре-октябре 1939 года корпус в составе Шепетовской армейской группы (16—18.09), Северной армейской группы (18—28.09), 5-й армии (с 28.09) Украинского фронта (далее УФ) участвовал в оккупации Красной Армией Западной Украины.
С сентября 1939 года управление корпуса дислоцируется у новой западной советско-германской границы с управлением корпуса в г. Перемышль (польск. Пшемысль).
16 декабря 1939 года — 13 марта 1940 года 44-я сд корпуса участвует в советско-финляндской войне.
В 1941 года корпус охраняет западную границу с управлением корпуса в г. Перемышль в составе 26-й армии КОВО.
С 22 июня 1941 года корпус в составе 26-й армии Юго-Западного фронта (далее ЮЗФ) участвовал в Великой Отечественной войне Советского Союза против Германии и её союзников.
Корпус расформирован в августе 1941 года в связи с гибелью в Уманском котле.
Управление корпуса находилось:
- г.Екатеринослав (9 — 29 июня 1922)
- г.Полтава (30 июня 1922 — октябрь 1925)
- г.Житомир (октябрь 1925 — сентябрь 1939)
- г. Перемышль (польс. Пшемысль) (сентябрь 1939—1941)

## Полное название
8-й стрелковый корпус

## Подчинение
- Украинский военный округ (июнь 1922 — 17 мая 1935).
- Киевский военный округ (18 мая 1935 — 26 июля 1938).
- Житомирская армейская группа Киевского Особого военного округа (26 июля 1938 — 16 сентября 1939).
- Шепетовская армейская группа Украинского фронта (17—18 сентября 1939).
- Северная армейская группа Украинского фронта (18—28 сентября 1939).
- 5-я армия Украинского фронта (с 28 сентября 1939).
- Киевский Особый ВО (… октября 1939 — 22 июня 1941).
- 26-я армия Юго-Западного фронта (22 июня — август 1941).

## Командование
Командиры корпуса:
- 1923 — Грязнов, Иван Кенсорионович
- с 06.1924 по 12.1927 — Гарькавый, Илья Иванович
- 01.01.1928 - 05.1928 - Блюхер, Василий Константинович
- с 1928 по 1929 — Грязнов, Иван Кенсоринович
- в 1930 — Урицкий, Семён Петрович
- 15.02.1931 — 13.06.1937 — Антонюк, Максим Антонович, комкор
- 22.07.1937 — 08.08.1937 — Козлов, Дмитрий Тимофеевич, комдив
- 08.08.1937 — 23.07.1938 — Герасименко, Василий Филиппович, комбриг
- с 1940 — Снегов, Михаил Георгиевич, генерал-майор

Заместитель командира корпуса по политической части, с 10.05.1937 по 1940 военные комиссары:
- Рогалёв, Фёдор Фёдорович, военный комиссар (1921)
- Грубер, Лазарь Яковлевич, помощник командира корпуса по политчасти, корпусной комиссар (1935—1937)
- Зуев, Иван Васильевич (1939 — 1940)

 Начальники артиллерии корпуса 
- Балабанов, Василий Михайлович (20.7.1928 — 1.3.1931).

## Состав
На 1.07.1922:
- управление
- корпусные части:
  - полевой тяжёлый артдивизион (2 батареи по 6 орудий в каждой)
  - специальные части и подразделения
- 44-я стрелковая дивизия

На 24.04.1924:
- управление
- корпусные части:
  - полевой тяжёлый артдивизион (2 батареи по 6 орудий в каждой)
  - специальные части и подразделения
- 44-я стрелковая дивизия
- 100-я территориальная стрелковая дивизия

На 1926:
- управление
- корпусные части:
  - полевой тяжёлый полк
  - специальные части и подразделения
- 44-я стрелковая дивизия
- 100-я территориальная стрелковая дивизия

На 1.01.1935:
- управление
- корпусные части:
  - 8-й тяжёлый артполк
  - 8-й батальон связи
  - 8-й сапёрный батальон
  - 8-я гидротехническая рота
- 44-я стрелковая дивизия (кадровая)
- 100-я стрелковая дивизия (кадровая)

На 1.07.1935:
- управление
- корпусные части
  - 44-я стрелковая дивизия (кадровая)
  - 100-я стрелковая дивизия (кадровая)
  - 2-я Туркестанская стрелковая дивизия

На 16—28.09.1939:
- Управление корпуса, корпусные части:
  - 81-я стрелковая дивизия
  - 44-я стрелковая дивизия
  - 36-я легкотанковая бригада

На 22.06.1941:
- Управление корпуса, корпусные части:
  - 72-я горнострелковая дивизия
  - 99-я стрелковая дивизия
  - 173-я стрелковая дивизия

## 1922 год
Войска, находившиеся на территории Украинской Социалистической Советской Республики, назывались Вооружённые Силы Украины и Крыма.
С 21 апреля проводилась реорганизация ВС Украины и Крыма, проводилось слияние Киевского ВО и Харьковского ВО в один Юго-Западный ВО. 27 мая Юго-Западный ВО получил новое название Украинский ВО.
9 июня приказом командующего войсками Харьковского военного округа № 839/926 начато формирование управления корпуса. В связи с реорганизацией в Вооружённых Силах Украины и Крыма был издан приказ командующего ВС Украины и Крыма № 778/204 от 30 июня о формировании управления корпуса на базе расформированного штаба ХарВО. Управление корпуса формировалось в г.Екатеринослав. В состав корпуса вошла 44-я стрелковая дивизия.
В июне управление корпуса из г. Екатеринослав переехало в г. Полтава.

## 1923 год: Переход к территориальной системе
На 1 января коропус дислоцировался в УкрВО с управлением в г. Полтава. Состав корпуса:
- корпусные части
  - полевой тяжёлый артдивизион (2 батареи по 6 орудий в каждой)
  - специальные части и подразделения
- 44-я Киевская сд.

44-я Киевская сд им. Н. А. Щорса. Заместитель командира дивизии К. Ф. Квятек. Состав дивизии:
- 130-й сп. 1, 2, 3-й стрелковые батальоны, батарея полковой артиллерии и обслуживающие подразделения
- 131-й сп. 1, 2, 3-й стрелковые батальоны, батарея полковой артиллерии и обслуживающие подразделения
- 132-й сп. 1, 2, 3-й стрелковые батальоны, батарея полковой артиллерии и обслуживающие подразделения
- отдельный кавалерийский эскадрон
- лёгкий артиллерийский полк (два дивизиона)
- специальные подразделения

Численность личного состава дивизии в мирное время 6516 человек, в военное время — 12 800 человек. Вооружение дивизии: 54 орудия, 81 ручной пулемёт, 189 станковых пулемётов, 243 гранатомётов.
Красноармейцы корпуса читали окружной журнал «Красная рота» (издавался с 1921 года) и окружную газету «Красная Армия», которая издавалась на украинском и русском языках.
8 августа в Красной Армии декретом ЦИК и СНК СССР введена территориально-милиционная система организации и комплектования войск.
28 августа упразднён Революционный военный совет Республики Россия. Вместо него создан Революционный военный совет СССР. Председателем РВС остался Троцкий, Лев Давидович.

## Военная реформа
1924 год:
Корпус дислоцировался в УкрВО с управлением в г. Полтава. В состав корпуса входили корпусные части: полевой тяжёлый артдивизион и другие, 44-я сд.
28 марта 131-й стрелковый полк был изъят из 44-й сд и включён в состав 45-й территориальной сд (литер «Б»), которая дислоцировалась в г. Белая Церковь.
Весной проведён первый регулярный призыв в Красную Армию, призывники которого пополнили ряды корпуса.
24 апреля 45-я территориальная сд (литер «Б») была переименована в 100-ю территориальную стрелковую дивизию в составе 298, 299, 300-го стрелковых полков. Командир дивизии Добренко. Дивизия включена в состав 8-го ск.
В июне ЦК РКП(б) принял постановление о введении единоначалия в Красной Армии. Возросший общеобразовательный, военно-политический уровень советских командиров, увеличение среди них членов партии создали объективные условия для постепенного введения единоначалия в Красной Армии, которое В. И. Ленин считал наиболее целесообразной формой руководства войсками. В то же время единоначалие поднимало роль и авторитет советского командного состава, повышало его ответственность за обучение и воспитание подчиненных.
В округе, в воинских соединениях и частях прошли партийные совещания и собрания с повесткой дня об антиленинских выступлениях троцкистов. Политический рост коммунистов и сплочённость партийных организаций позволили противостоять партии против различных идейных оппозиционных групп.
2 октября начальник Политуправления РККА подписал распоряжение о новой организации политических занятий, вместо политического часа устанавливаются ежедневные политзанятия по 2 часа. Растёт роль культурно-просветительных учреждений. Центром коммунистического воспитания воинов и пропаганды ленинизма становятся ленинские уголки, созданные в Красной Армии в целях увековечения памяти В. И. Ленина. При клубах и ленинских уголках работают кружки по повышению военного, политического, общеобразовательного и культурного уровня красноармейцев.
В войсках округа был проводён всеукраинский месячник ремонта казарм.
Осенью проведён второй регулярный призыв в Красную Армию.
1925 год:
Корпус дислоцировался в УкрВО с управлением в г. Полтава. В состав корпуса входили корпусные части (полевой тяжёлый артдивизион и другие), 44-я Киевская стрелковая дивизия (кадровая) и 100-я стрелковая дивизия (территориальная).
В октябре 8-й ск перемещён к западной советско-польской границе. Управление 8-го ск переехало из г. Полтава в г.Житомир.
Красноармейцы корпуса читали на украинском и русском языках окружную газету «Красная Армия» и военно-политический журнал «Армия и революция». В 1925 году окружной журнал «Красная рота» перестал издаваться, политуправление округа для переменного состава территориальных частей начало издавать на украинском языке газету «Червоноармеец». В те годы военная печать являлась мощным оружием в политическом, воинском и культурном воспитании личного состава.

## На страже социализма
1926 год:
Корпус дислоцировался в УкрВО с управлением в г. Житомир. Командир корпуса И. К. Грязнов. В состав корпуса входили корпусные части: полевой тяжёлый артдивизион и другие, 44-я и 100-я сд.
В округе проводилось реформирование артиллерии: корпусной полевой тяжёлый артдивизион (2 батарейного состава по 6 орудий в каждой) переформировывается в полевой тяжёлый артиллерийский полк; в стрелковых дивизиях артиллерийский полк увеличился до трёх дивизионов. В стрелковых полках батареи полковой артиллерии преобразуются в артиллерийские дивизионы в составе двух батарей по 3 орудия.
В округе проводится очередной всеукраинский месячник ремонта казарм.
1927 год:
В 1927—1928 личный состав полков, батальонов, дивизионов дивизии на учениях отрабатывали темы: «Наступление на закрепившегося противника»; «Бой на речных преградах, форсирование рек»; «Оборона на широком фронте». Учились взаимодействовать пехота и кавалерия с артиллерией и другими родами войск, командиры отрабатывали организацию противовоздушной обороны в различных условиях боевой деятельности.
1928 год:
За боевые заслуги в годы Гражданской войны 44-я сд награждена Почётным революционным Красным Знаменем.
Осенью прошли дивизионные партийные конференции, которые одобрили решения XV съезда партии о социалистическом переустройстве сельского хозяйства. Коммунисты округа были едины и непримиримы в борьбе и против правооппортунистического уклона в партии.

## 1929—1937 годы. Перевооружение армии
1929 год:
25 февраля ЦК ВКП(б) принимает постановление «О командном и политическом составе РККА». ЦК ориентировал политработников и командиров-партийцев воспитывать воинов быть преданными Советской власти, различать классового врага.
15 июля ЦК ВКП(б) принимает постановление «О состоянии обороны СССР». В постановлении ЦК отмечал, что планомерное развитие Советских Вооружённых Сил в годы военной реформы 1924—1925 годов и последующие годы укрепило их боеспособность, повысило идейную закалку военнослужащих, повысило техническую оснащённость. Войска Украинского военного округа, составлявшие на то время почти четвёртую часть от общей численности Красной Армии, подтверждали эти выводы. В постановлении ЦК ставит задачу РВС СССР — наряду с модернизацией существующего вооружения добиться в течение ближайших двух лет разработки опытных образцов, а затем внедрения в армию современных типов артиллерийских орудий, самолётов и танков.
По плану мобилизационного развёртывания на 1935 год 8-й ск (кадровый) должен был сформировать управление 36-го ск.
В 1929 в Красной Армии внедряется социалистическое соревнование за изучение и сбережение боевой техники и оружия. Части и подразделения дивизии боролись за право получить Красное знамя дивизии, отделения — за право рапортовать ЦК Компартии Украины об успехах в боевой учёбе.
1931 год:
Управление корпуса находилось в г. Житомир. Командир корпуса М. А. Антонюк. Корпус охранял западную сухопутную советско-польскую границу. В состав корпуса входили:
44-я Киевская сд им. Щорса (кадровая). Командир дивизии Д. Т. Козлов. Дивизия охраняла западную сухопутную советско-польскую границу. Состав дивизии:
- Управление дивизии в г. Житомир
- 130-й полк в г. Шепетовка
- 131-й полк в г. Житомир
- 132-й полк в г. Житомир
- Дивизионные части:
  - 44-й артполк в г. Житомир
  - 44-й конный эскадрон в г. Новоград-Волынский
  - 44-я рота связи в г. Житомир
  - 44-я сапёрная рота в г. Житомир

100-я сд (территориальная). Командир дивизии В. А. Юшкевич. Состав дивизии:
- Управление дивизии в г. Белая Церковь
- 298-й сп в г. Фастов
- 299-й сп в г. Бердичев
- 300-й сп в г. Белая Церковь
- Дивизионные части:
  - 100-й артполк в г. Белая Церковь
  - 100-й конный эскадрон в г. Белая Церковь
  - 100-я рота связи в г. Белая Церковь
  - 100-я сапёрная рота в г. Белая Церковь
- Корпусные части:
  - 8-й тяжелый артполк в г. Житомир
  - 8-й батальон связи в г. Житомир
  - 8-й саперный батальон в г. Житомир
  - 8-я гидротехническая рота в г. Житомир

В 1931 году Реввоенсовет СССР на основе указаний ЦК ВКП(б) перевел в округе на кадровый принцип комплектования 100-ю территориальную сд.
В начале 30-х годов в войсках округа воины изучали новое вооружение, поступавшее в части, под лозунгом «За овладение техникой!». Красноармейцы изучали правила хранения и эксплуатации техники, боролись умелое её использование на занятиях. В частях велась военно-техническая пропаганда. Большое место пропаганде технических знаний на своих страницах уделяла армейская печать. С 10 апреля 1931 окружная газета «Красная Армия» стала выходить со специальным приложением с названием «За технику!». В этой работе принимали участие и многотиражные газеты корпуса, 44-й и 100-й дивизий.
1932 год:
27 февраля образованы Киевская и Винницкая области.
В мае 100-я сд была передислоцирована из г. Белая Церковь в г.Бердичев.
Началось строительство приграничного Новоград-Волынского укреплённого района № 7. Долговременные огневые сооружения района должны были соединить укрепления Коростеньского и Летичевского УРов, между которыми был промежуток свыше 140 километров. Этот УР должен был защитить г. Житомир, который являлся узлом авто и ж.д. дорог. Шоссе шло от границы через г. Новоград-Волынский — к г. Житомир (узел авто и ж.д. дорог) — далее на г. Киев (на восток) — на г. Винница (на юг) — а также автодорога уходила на г. Коростень (на север).
1934 год:
К 1934 общая протяжённость Новоград-Волынского укрепрайона составляла 120 километров. В нём насчитывались около 182 пулемётных, 17 артиллерийских, 53 противотанковых ДОТов, 5 командных пунктов. Линия укреплений проходила по рубежу Варваровка-Вершница-Чижовка-Елизабет-Натальевка-Новоград-Волынский-Суслы-Новомирпольск-Коростки. В основном передний край проходил по восточному берегу реки Случ.
В 1934 подведены итоги социалистического соревнования между Украинским и Белорусским военными округами. Победителем стал Украинский ВО. 44-я дивизия показала высокие результаты в боевой и политической подготовке и вошла в число лучших соединений РККА.
По плану мобилизационного развёртывания на 1935 год 8-й ск (кадровый) должен был сформировать управление 36-го ск.
1935 год:
8-й ск дислоцировался в Волынской области с управлением в г. Житомир. В состав корпуса входили: 44-я Киевская сд (кадровая) и 100-я сд (территориальная). Корпусные части: 8-й тяжёлый артполк, 8-й батальон связи, 8-й сапёрный батальон, 8-я гидротехническая рота.
17 мая Украинский военный округ разделён на Киевский военный округ и Харьковский военный округ. 8-й ск вошёл в состав Киевского военного округа. Корпус дислоцировался на территории Киевской области УССР с управлением корпуса в г. Житомир. Корпус охранял западную сухопутную границу СССР.
1 июля в состав корпуса входили:
- Управление корпуса
- Корпусные части:
  - 8-й корпусной артполк в г. Радомысль (Радомышль)
  - 8-й корпусной авиационный отряд
  - отдельный сапёрный батальон
  - отдельный батальон связи
  - другие подразделения
- 44-я Киевская сд (кадровая)
- 100-я сд (территориальная).

44-я Киевская сд им. Щорса (кадровая). Командир дивизии Д. Т. Козлов. Дивизия охраняла западную сухопутную советско-польскую границу. Состав дивизии:
- Управление дивизии в г. Житомир
- 130-й сп в г. Шепетовка
- 131-й сп в г. Житомир
- 132-й сп в г. Житомир
- Дивизионные части:
  - 44-й артполк в г. Житомир
  - 44-й конный эскадрон в г. Новоград-Волынский
  - 44-я рота связи в г. Житомир
  - 44-я сапёрная рота в г. Житомир
  - танковое подразделение

100-я сд (кадровая). Командир дивизии В. А. Юшкевич. Состав дивизии:
- Управление дивизии в г. Бердичев
- 298-й сп дислоцировался в г. Фастов
- 299-й сп дислоцировался в г. Шепетовка
- 300-й-й сп дислоцировался в г. Бердичев
- Дивизионные части:
  - 100-й артполк дислоцировался в г. Бердичев
  - 100-й конный эскадрон дислоцировался в г. Бердичев
  - 100-я рота связи дислоцировалась в г. Бердичев
  - 100-я саперная рота дислоцировалась в г. Бердичев
  - танковое подразделение

2-я Туркестанская сд (территориальная). Командир дивизии С. И. Венцов-Кранц. Состав дивизии:
- Управление дивизии в г. Белая Церковь
- 4-й Туркестанский сп в г. Васильков
- 5-й Туркестанский сп в г. Белая Церковь
- 6-й Андижанский сп в г. Переяславль
- Дивизионные части:
  - 2-й Туркестанский артполк в г. Белая Церковь
  - 2-й конный эскадрон в г. Белая Церковь
  - 2-я рота связи в г. Белая Церковь
  - 2-я сапёрная рота в г. Белая Церковь
  - танковое подразделение

Новоград-Волынский укреплённый район № 7.
12—17 сентября в округе проводились тактические учения, которые вошли в историю Советских Вооруженных Сил под названием больших Киевских манёвров. В них участвовали все рода войск: пехота, конница, воздушно-десантные, артиллерийские, бронетанковые, авиационные части и соединения. На этих манёврах отрабатывались прорыв укреплённой оборонительной полосы стрелковым корпусом, усиленным танковыми батальонами и артиллерией РГК, развитие прорыва кавалерийским корпусом, применение крупного авиадесанта, манёвр механизированного корпуса совместно с кавалерийской дивизией с целью окружения и уничтожения в своём тылу прорвавшейся группы противника. Впервые в Европе проверялась теория глубокого боя и глубокой операции.
8-й ск входил в состав 3-й армии «красных». Командующий войсками С. А. Туровский (заместитель командующего войсками Харьковского военного округа). Состав армии:
- 8-й ск (44-я, 100-я сд, специальные части, 8-й корпусной авиаотряд: Командир корпуса М. А. Антонюк.
  - 44-я сд. Командир дивизии Д. Т. Козлов
  - 100-я сд. Командир дивизии В. А. Юшкевич
  - 2-я Туркестанская сд
- …-й стрелковый корпус
- …-й стрелковый корпус
- …-й стрелковый корпус
- …-й стрелковый корпус
- 45-й механизированный корпус (133-я, 134-я мбр, 135-я спбр, специальные части). Командир корпуса А. Н. Борисенко.
- 9-я кавалерийская дивизия 1-го кавалерийского корпуса
- специальные части
- авиационные части

Цель «Красных» — изучив данные разведки и предвидя нападение «синих», на направлении главного удара противника поставить 8-й стрелковый корпус. Для окружения и ликвидации прорвавшихся групп «противника» предусматривалось использование конно-механизированной группы: 45-го механизированного корпуса совместно с 9-й кавалерийской дивизией. Для ликвидации авиадесантных групп создавался подвижный отряд из стрелковых, кавалерийских и танковых подразделений, в котором созданы истребительные отряды.
12 сентября в 12.00 учения начались. Войска выходили в исходные районы. Одновременно шла подготовка наступления 5-й армии «синих». В ночь на 13 сентября стороны начали разведывательную деятельность. Разведывательные роты и батальоны стрелковых корпусов 5-й армии двинулись к переднему краю обороны «красных».
13 сентября
В течение ночи разведчики выясняли места расположения частей противника.
Утром 5-я армия «синих» силами 17-го ск, приданных ему танковых батальонов и артиллерии РГК, перешла в наступление, сосредоточивая основные усилия на прорыв фронт в районе г. Житомира и наносила удар в направлении г. Киева. Наступающие войска активно поддерживала авиация. «Синие» силами их пехотных и танковых частей, сопровождаемые огневым валом, прорвали оборону «красных». Завязался «бой» в глубине обороны «красных». Для развития своего успеха командующий войсками 5-й армии «синих» И. Н. Дубовой ввёл в прорыв конно-механизированную группу в составе трёх кавалерийских дивизий 2-го кк, танковой бригады, трёх механизированных полков.
На направление главного удара противника выдвигался 8-й ск «красных». По противнику наносила удары авиация. Командующий войсками 3-й армии «красных» С. А. Туровский определил направление главного удара «синих», принял решение ввести в бой резервы, начал быстро сосредоточивать сильную группировку подвижных войск на левый фланг 3-й армии с целью флангового удара по группировке противника, наносящей удар, и принял все меры, чтобы задержать продвижение «синих» на г. Киев. В группу войск входили 8-й ск, 45-й мк, 9-я кд.
14 сентября
Командующий войсками 3-й армии «красных», предвидя нападение «синих» в наиболее уязвимом месте, противопоставил им 8-й ск. Для окружения и ликвидации прорвавшихся групп «противника» командующий планирует ввести в действие 45-й мк совместно с 9-й кд.
45-й мк «красных», усиленный стрелковыми войсками, с утра 14 сентября перешёл в контрнаступление.
Командующий войсками 5-й армии «синих» продолжал наступление на г. Киев силами 17-го ск и одновременно выбросил в тыл «красных» восточнее г. Киева воздушный десант.
«Красные» уничтожения авиадесанта противника выдвинули из района г. Киева подвижный отряд.
45-й мк «красных» вышел главными силами в тыл «синих».
15 сентября «красные» полностью окружили прорвавшую оборону 5-ю армию «синих». К исходу дня учения закончились, войскам был дан отбой.
В ходе учений большую физическую нагрузку выдержали красноармейцы всех родов войск. Стрелковые полки с «боями» совершали переходы по 30—40 км в сутки. Танковые части прошли в общей сложности до 650 км. Лётчики выполнили все задания, не допустили ни одной аварии и поломки самолётов.
16 сентября состоялся разбор учений. Народный комиссар обороны К. Е. Ворошилов отметил в числе лучших лётчиков 8-го корпусного отряда.
22 сентября Центральный Исполнительный Комитет и Совет Народных Комиссаров СССР издали совместное постановление «О введении персональных военных званий начальствующего состава РККА». Командиры корпуса проходили аттестацию на присвоение воинских званий.
1936 год:
1 мая трудящиеся Советского Союза проводили демонстрации. На военных парадах в городах Киеве, Харькове, Житомире, Днепропетровске и других принимали участие командиры и красноармейцы.
12 сентября
Шепетовские манёвры. 12—15 сентября 1936 8-й ск, командир корпуса комкор М. А. Антонюк, участвовал в окружных тактических учениях. Цель учений — совершенствование боевой подготовки войск. Учения проходили в районе г. Шепетовка Винницкой области, г. Бердичев, г. Житомир. В учениях принимали участие соединения, сформированные в 1936 году. Руководитель учений был командарм 1 ранга И. Э. Якир, его заместителем был помощник командующего войсками округа по кавалерии комкор Тимошенко С. К. Партийно-политической работой на учениях руководил армейский комиссар 2 ранга Амелин М. П.. Штаб руководства возглавлял начальник штаба округа комдив Бутырский В. П.
Участники: с одной стороны — 7-й кавалерийский корпус (2-я, 23-я, 26-я кавдивизии) с приданными ему 15-й, 17-й механизированными бригадами и 135-й стрелково-пулемётной бригадой, 35-й истребительной авиаэскадрильей; с другой стороны — 8-й стрелковый корпус (44-я и 100-я стрелковые дивизии и 3-я кавалерийская дивизия) с приданными ему 12-й, 22-й механизированными бригадами, 34-й истребительно авиаэскадрильей. В стрелковых дивизиях и механизированных бригадах было 450 танков. В авиаэскадрильях было 56 самолётов.
На манёврах войска отрабатывали вопросы наступательного боя и организации подвижной обороны в условиях лесисто-болотистой местности, организации и проведения марша кавалерийского корпуса в предвидении встречного боя с конно-механизированной группой противника, прорыва оборонительной полосы с преодолением водной преграды, ведения подвижной обороны и управления войсками.
14 сентября. Механизированные части вели «бой» в сложных условиях. За два дня в ходе манёвра они прошли до 100 км.
15 сентября учения завершились. Начальник Генерального штаба Маршал Советского Союза А. И. Егоров действия войск и штабов на учениях оценил на отлично.
После учений заместитель Народного комиссара обороны Маршал Советского Союза М. Н. Тухачевский побывал на занятиях по боевой подготовке 1-го батальона (командир батальона капитан К. П. Трощий) 132-го сп 44-й сд. Он оставил запись в книге почётных гостей с высокой оценкой результатов боевых стрельб и физической подготовки.
1937 год:
Строительство сооружений Новоград-Волынского укрепрайона № 7-й завершалось.
22 сентября образована Житомирская область. Областной центр г. Житомир.
В октябре проводились опытно-показательные учения частей и соединений Житомирского гарнизона.
Состав гарнизона:
- Управление 8-го корпуса. Корпусные части: 8-й корпусной авиационный отряд, отдельный сапёрный батальон, отдельный батальон связи, другие подразделения Командир корпуса М. А. Антонюк.
- 44-я сд (кадровая). Управление дивизии. Дивизионные части: 44-й артполк, 44-й конный эскадрон, 44-я сапёрная рота, танковое подразделение, 131-й сп, 132-й сп. Командир дивизии Д. Т. Козлов.

На подведении итогов учений командующий войсками КВО командарм 2-го ранга И. Ф. Федько отметил, что командиры, политработники и красноармейцы действовали с большим энтузиазмом, демонстрируя воинское мастерство. Особенно заметными были успехи у танкистов, которые научились преодолевать сложные препятствия, и у лётчиков, производивших взлёт и посадку с полевых аэродромов в сложных метеорологических условиях. Отвагу проявили парашютисты, совершая прыжки с боевым оружием и боеприпасами.
Командующий войсками посетил части, знакомился с их учёбой. Он с удовлетворением отметил высокую подготовку личного состава 8-го корпусного артиллерийского полка 8-го ск, объявив ему благодарность. Командира отделения Н. М. Аксёнова и красноармейца Е. А. Канаева командарм 2-го ранга И. Ф. Федько наградил нагрудным знаком «За отличную артиллерийскую подготовку».
В приказе от 4 ноября 1937 командующий войсками отметил, что Житомирские манёвры показали высокую организованность, политическую сознательность и боевую выучку личного состава войск округа.

## 1939 год
С 1 августа по 1 декабря 1939 г. командование Красной Армии планировало провести в …УРе следующие мероприятия:
- Скадрировать третьи стрелковые батальоны в трёх сп 44-й сд, оставив вместо них кадры по 22 человека применительно к штату № 9/821. Всего 729 чел.

16 сентября Создана Шепетовская армейская группа. В состав группы вошли войска Киевского Особого военного округа. Управление Житомирской армейской группы переименовано в управление Шепетовской армейской группы. В состав группы вошёл и 8-й ск. 8-й ск, развернулся в районе г. Острог — г. Славута, должен был к исходу 17 сентября занять г. Дубно. 18 сентября 15-й и 8-й стрелковые корпуса должны были занять г. Луцк и далее двигаться в сторону г. Владимир-Волынский
17 сентября начался освободительный поход Красной Армии в Западную Украину.
С 5.00 до 6.00 войска Шепетовской армейской группы перешли границу, сломив незначительное сопротивление польских пограничных частей.
В первом эшелоне корпуса шла 36-я лтбр в сторону г. Дубно.
Противник отходил в западном направлении и не пытался оказывать сопротивления. Основная часть войск в походных колоннах продвигались на запад Украины, имея на своём пути незначительное количество очагов сопротивления противника.
18 сентября Шепетовская армейская группа переименована в Северную армейскую группу. 7.00. 36-я лтбр заняла г. Дубно, в котором были взяты пленные. 11.00. Войска корпуса после небольшого боя вступили в г. Рогачув. Приблизительно в 17.00 36-я легкотанковая бригада и разведывательный батальон 45-й сд 15-го ск вступили в г. Луцк.
19 сентября. Утром 36-я лтбр двинулась к г. Торчин. Приблизительно в 17.30 36-я лтбр из г. Торчин выступила к г. Владимир-Волынский. В 23.30 36-я лтбр после небольшого боя с польскими войсками вступила в г. Владимир-Волынский.
20 сентября в г. Владимир-Волынский командир 36-й лтбр комбриг Богомолов начал вести переговоры с начальником польского гарнизона об условиях сдачи города, которые закончились сдачей гарнизона. Войска 8-го ск 19—20 сентября совершали марш к г. Владимир-Волынский.
21 сентября войска соседнего справа 15-го ск вступили в г. Сарны и в г. Ковель. В 10.30 21 сентября в штаб фронта поступил приказ наркома обороны СССР № 16693, об остановке советских войск на линии, достигнутой передовыми частями к 20.00 20 сентября. Перед войсками ставилась задача находиться в состоянии полной боеготовности, быть готовыми двигаться далее.
22 сентября. 44-я и 81-я сд 8-го ск вышли на фронт Владимир-Волынский — Сокаль. К закату солнца 22 сентября войска Северной армейской группы вышли на линию населённых пунктов г. Ковель — Рожице — г. Владимир-Волынский — Иваничи.
23 сентября. 36-я лтбр до 23 сентября оставалась на окраине г. Владимира-Волынского, разоружая отступающие с востока к городу группы польских войск. Войска Северной армейской группы 23 сентября возобновили продвижение на запад. На северном фланге наступали соединения 15-го ск, на южном фланге — соединения 8-го ск.
25 сентября в 14.30 36-я лтбр, форсировав р. Западный Буг, достигла г. Холма (Хелма) и, собрав силы в кулак, атаковала город.
26 сентября. В 14.00 с боями 36-я лтбр освободила г. Холм (Хелм). Были взяты трофеи. 26—27 сентября 36-я легкотанковая бригада охраняла г. Холм, ожидая подтягивания пехоты 15-го стрелкового корпуса.
28 сентября Северная армейская группа переименована в 5-ю армию и корпус вошёл в состав этой армии. 36-я лтбр выступила в направлении г. Люблина, но после достижения в 12.00 населённого пункта Пяски выяснилось, что город занят германскими войсками.
В сентябре управление корпуса переехало в г. Перемышль Львовской области УССР.
2 октября корпус был в составе 5-й армии УФ. Состав корпуса: корпусные части, 81-я сд, 44-я сд.
С 16 декабря в составе Ленинградского военного округа 44-я сд корпуса участвует в советско-финляндской войне.
1940 год:
7 января 44-я сд вошла в состав Северо-Западного фронта.
До 13 марта 44-я сд корпуса участвует в советско-финляндской войне.
1941 год:
В 1941 корпус охраняет западную границу с управлением корпуса в г. Перемышль.

## Великая Отечественная война
22 июня 1941 года 8-й ск был в 26-й армии в Киевском особом военном округе на территории Украинской Советской Социалистической Республики. Командир корпуса генерал-майор Снегов, Михаил Георгиевич. В составе корпуса были 72-я горнострелковая дивизия, 99-я стрелковая дивизия (формирования 1923 г.), 173-я стрелковая дивизия.
С 22 июня 1941 корпус в составе 26-й армии Юго-Западного фронта участвовал в Великой Отечественной войне советского народа против фашистской Германии. В первые дни войны корпус Снегова принимал участие в сражении с наступающими немецкими войсками в районе государственной границы СССР. 23 июня корпус перешёл в контратаку и отбил захваченный немцами накануне город Перемышль, после чего удерживал его до 26 июня. После мощных атак противника корпус был вынужден отойти к Станиславу. Во второй половине июля 1941 года корпус вёл бои под Уманью, в ходе которых попал в окружение. По данным советских историков, 6 августа в бою у села Копенковатое Кировоградской области, командующий корпуса Снегов, получив ранение в ногу и контузию, был захвачен в плен. По данным немецких историков, пленение произошло 8 августа у села Подвысокое, в 6 километрах на северо-восток от села Копенковатое. Части корпуса были разгромлены в котле.

## Люди, связанные с корпусом (управление)
- Артемьев, Сергей Константинович (1902—1976) —   советский военачальник, генерал-майор (1945). С апреля по октябрь 1938 года служил старшим помощником начальника 1-го отделения штаба корпуса.
- Балабанов, Василий Михайлович (20.7.1928 — 1 3.1931) начальник артиллерии 8-го стрелкового корпуса. Впоследствии советский военачальник, гвардии генерал-майор танковых войск[6].
- Тимотиевич, Иван Иванович (1895—1980) — советский военачальник, генерал-лейтенант (1944). С мая по декабрь 1932 года исполнял должность начальника артиллерийского полигона  корпуса в городе Житомир.